# Tsrni Vrv
Tsrn Vrv (en macédonien Црн Врв, en albanais Cërnivori) est un village du nord de la Macédoine du Nord, situé dans la municipalité de Stoudenitchani. Le village comptait 700 habitants en 2002 et il se trouve dans la chaîne de la Yakoupitsa, à 1 292 m d'altitude. Il est majoritairement albanais. Son nom signifie « sommet noir » en macédonien.

## Démographie
Lors du recensement de 2002, le village comptait :
- Albanais : 686
- Macédoniens : 1
- Autres : 13